# Амурский лемминг
Аму́рский ле́мминг (лат. Lemmus amurensis) — млекопитающее из рода
настоящих леммингов (Lemmus) подсемейства полёвковых (Arvicolinae) семейства хомяковых (Cricetidae). Довольно редкий вид грызунов, тем не менее широко распространён и угрозы для него отсутствуют, поэтому МСОП определил амурских леммингов как вид, находящийся в наименьшей опасности.

## Описание
Мелкий коротколапый зверек с небольшим хвостом. Длина тела 96—120 мм, хвоста 8—15 мм. Уши закругленные, слабо выступают из меха. Коготь на внутреннем пальце передних лап сильно сплющен, подошва покрыта волосами, но мозоли на пальцах хорошо заметны. Окраска буровато-коричневая, по хребту от носа до хвоста проходит темная полоса, расширяющаяся иногда на голове и плечах в пятно, щёки и бока ярко-ржавые, брюхо рыжее, но несколько тусклее боков. Зимой окраска серо-коричневая с ржавым налетом, темная полоска на спине отсутствует.

## Питание и распространение
Питаются в основном зелёными мхами, летом поедают насекомых. Приносят 2—4 помёта за год. У молодых самок рождается 3—6 детёнышей, у перезимовавших — 5—9.

## Распространение
Естественные места обитания амурских леммингов — таёжные леса с преобладанием лиственницы. Распространены от Северного Ледовитого океана между реками Лена и Колыма до юго-востока Камчатки, а также на Новосибирских островах.